# 타임 투게더
《타임 투게더》(A Family Man)는 캐나다에서 제작된 마크 윌리엄스 감독의 2016년 드라마 영화이다. 제라드 버틀러 등이 주연으로 출연하였고 제라드 버틀러 등이 제작에 참여하였다. 촬영은 2015년 10월 26일 토론토에서 시작되었다. 2016 토론토 국제영화제에서 상영되었다.

## 출연

### 주연
- 제라드 버틀러
- 윌렘 대포
- 그레첸 몰
- 맥스 젠킨스

### 조연
- 알리슨 브리
- 알프리드 몰리나
- 더스틴 밀리건
- 캐슬린 먼로
- 아누팜 커
- 줄리아 버터스
- 미미 쿠직

## 기타
- 미술: 카리스 카데나스
- 세트: 로잘리 보드
- 의상: 크리스토퍼 하가든
- 배역: 존 부챈
- 배역: 제이슨 나이트
- 배역: 마리 베뉴
- 배역: 미셸 웨이드 버드